# Resolució 2198 del Consell de Seguretat de les Nacions Unides
La Resolució 2198 del Consell de Seguretat de les Nacions Unides fou adoptada per unanimitat el 29 de gener de 2015. El Consell va ampliar les sancions contra la República Democràtica del Congo fins al juliol de 2016.

## Contingut
L'est del Congo va continuar patint una crisi de seguretat i humanitària per part dels grups armats locals i estrangers que practicaven el contraban de recursos naturals de la zona. La neutralització d'aquests grups era de la màxima importància i neutralitzar les Forces Democràtiques per a l'Alliberament de Ruanda (FDLR) era una prioritat. Les sancions de l'ONU als membres d'aquest grup estaven vinculades al genocidi ruandès el 1994.
El Consell era molt preocupada per les col·laboracions locals entre les FDLR i l'exèrcit governamental congolès. Comercien il·legalment minerals, fusta i animals salvatges i, al mateix temps, cometen violacions greus dels drets humans. El govern congolès tenia dos oficials d'alt rang processats per crims contra la humanitat i crims de guerra, i es va demanar el país que seguís lluitant contra la impunitat i treballant en el professionalisme de les seves forces de seguretat.
L'embargament d'armes, les sancions financeres i restriccions de viatge contra els líders dels grups armats i milícies i criminals de guerra es van estendre a l'1 de juliol de 2016. El mandat del grup d'experts que supervisava el compliment de les sancions es va ampliar fins l'1 d'agost de 2016.
Es va tornar a demanar als grups armats que aturessin la violència, es desarmessin i alliberessin els nens soldats. Als països de la regió se'ls va demanar que aquests grups no rebessin suport del seu territori.